# Mięsień kolcowy

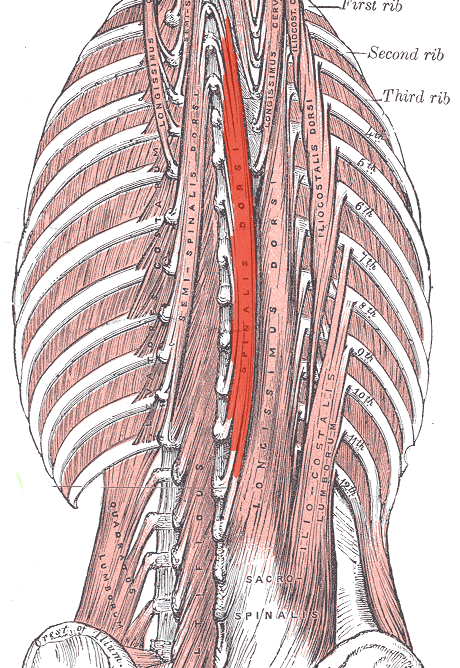
Mięsień kolcowy klatki piersiowej oznaczony na czerwono.

Mięsień kolcowy (łac. musculus spinalis) – w anatomii człowieka cienki mięsień należący do grupy długich głębokich mięśni grzbietu. Wraz z mięśniem biodrowo-żebrowym i mięśniem najdłuższym stanowi prostownik grzbietu, będąc jego najbardziej przyśrodkowym, najmniejszym i najcieńszym pasmem. Składa się z połączonych ze sobą wiązek mięśniowych łączących wyrostki kolczyste. Wydzielane są w nim trzy części: mięsień kolcowy klatki piersiowej (łac. musculus spinalis thoracis), mięsień kolcowy szyi (łac. musculus spinalis cervicis) i mięsień kolcowy głowy (łac. musculus spinalis capitis). Najbardziej stale występującą z nich jest mięsień kolcowy klatki piersiowej, łączący wyrostki kolczyste kręgów L3–Th10 u dołu z wyrostkami kolczystymi kręgów Th8–2 u góry, zwykle pomijając Th9. Mięsień kolcowy szyi, czasem nie występujący, łączy wyrostki kolczyste kręgów Th2–C6 u dołu z wyrostkami kolczystymi kręgów C4–2, zwykle pomijając C5. Mięsień kolcowy głowy zwykle przebiega wspólnie z mięśniem półkolcowym głowy, a jeśli występuje oddzielnie, to łączy wyrostki kolczyste górnych kręgów piersiowych i dolnych kręgów szyjnych z okolicą guzowatości potylicznej zewnętrznej na kości potylicznej.
Mięsień kolcowy jest unerwiony przez przyśrodkowe nerwy od gałęzi tylnych nerwów rdzeniowych C2–8 i Th1–10.
Jego funkcją jest zginanie kręgosłupa w bok przy działaniu jednostronnym, a przy działaniu obustronnym zginanie kręgosłupa w tył.